# Oddział starsziny wojskowego Gałajewa
Oddział starsziny wojskowego Gałajewa (ros. Отряд войскового старшины Галаева) – ochotnicza jednostka wojskowa białych o charakterze partyzanckim podczas wojny domowej w Rosji.
Na przełomie 1917 i 1918 r. na Kubaniu, odciętym przez wojska bolszewickie od obszarów nad Donem, zostało sformowanych szereg partyzanckich oddziałów wojskowych. Jednym z nich był oddział starsziny wojskowego Piotra A. Gałajewa, utworzony w Jekaterynodarze 6 grudnia 1917 r. Składał się głównie z młodych oficerów kozackich do stopnia kapitana. Liczył ok. 135 ludzi. Później jego liczebność wzrosła do ponad 350 partyzantów z 6 karabinami maszynowymi i 2 działami. W jego skład wchodziła m.in. 1 Kubańska Ochotnicza Bateria Artylerii. 22 stycznia 1918 r. przeszedł chrzest bojowy w walkach w rejonie stacji Enem, gdzie poniesiono duże straty (m.in. zginął starszina wojskowy P.A. Gałajew). W takiej sytuacji oddział połączył się pod koniec stycznia z oddziałem kapitana Pokrowskiego, działającym na tichorieckim kierunku. Pod koniec lutego połączone oddziały zostały zgrupowane w Armii Kubańskiej.